# Danton (film)
Danton (ve francouzském originále Danton) je francouzsko-polský historický film z roku 1983. Režisérem filmu je Andrzej Wajda. Hlavní role ve filmu ztvárnili Gérard Depardieu, Wojciech Pszoniak, Anne Alvaro, Patrice Chéreau a Bogusław Linda.

## Ocenění
Film získal ocenění BAFTA za nejlepší cizojazyčný film.

## Obsazení
| Gérard Depardieu  | Georges Danton              |
| Wojciech Pszoniak | Maximilien Robespierre      |
| Anne Alvaro       | Éléonore Duplay             |
| Patrice Chéreau   | Camille Desmoulins          |
| Bogusław Linda    | Louis Antoine de Saint-Just |
| Angela Winkler    | Lucile Desmoulins           |
| Andrzej Seweryn   | François-Louis Bourdon      |
| Serge Merlin      | Pierre Philippeaux          |
| Roland Blanche    | Jean-François Delacroix     |
| Jacques Villeret  | François-Joseph Westermann  |